# Ronde van Nederland 1961
De 12e editie van de Ronde van Nederland ging op 16 mei 1961 van start in Utrecht. De wielerwedstrijd over tien etappes eindigde op 25 mei weer in Utrecht. De ronde werd gewonnen door Dick Enthoven.

## Eindklassement
Dick Enthoven werd winnaar van het eindklassement van de Ronde van Nederland van 1961 met een voorsprong van 10 minuten en 1 seconde op Huub Zilverberg. De beste Belg was Théo Nys met een 23e plaats.
| Plaats  | Naam               | Tijd      |
| ------- | ------------------ | --------- |
| Winnaar | Dick Enthoven      | 44u26'46" |
| 2       | Huub Zilverberg    | + 10'01"  |
| 3       | Joop Captein       | + 13'15"  |
| 4       | Lambert van de Ven | + 14'06"  |
| 5       | Peter Post         | + 15'40"  |
| 6       | Daan de Groot      | + 15'59"  |
| 7       | Mik Snijder        | + 17'09"  |
| 8       | Wim van Est        | + 18'52"  |
| 9       | Jaap Kersten       | + 21'06"  |
| 10      | Geurt Pos          | + 24'58"  |

## Etappe-overzicht
| Etappe | Van - naar                        | Km       | Etappewinnaar            |
| ------ | --------------------------------- | -------- | ------------------------ |
| 1a     | Utrecht - Amsterdam               | 104      | Jacques van der Klundert |
| 1b     | Amsterdam - Amsterdam             | 60       | Piet Rentmeester         |
| 2      | Amsterdam - Dokkum                | 266      | Roger Baens              |
| 3      | Dokkum - Emmen                    | 198      | Piet Rentmeester         |
| 4      | Emmen - Doetinchem                | 215      | Dick Groeneweg           |
| 5a     | Doetinchem - Helmond              | 101      | Geannuleerd              |
| 5b     | Helmond - Helmond                 | 60       | Jo de Haan               |
| 6      | Hamont - Genk                     | 211      | Peter Post               |
| 7      | Spekholzerheide - Spekholzerheide | 80       | Peter Post               |
| 8      | Kerkrade - Zundert                | 218      | Joop Captein             |
| 9a     | Zundert - Steenbergen             | 47 (TTT) | Radium                   |
| 9b     | Steenbergen - Steenbergen         | 81       | Jaap Kersten             |
| 10     | Steenbergen - Utrecht             | 245      | Ab Geldermans            |

1948 · 1949 · 1950 · 1951 · 1952 · 1953 · 1954 · 1955 · 1956 · 1957 · 1958 · 1959 · 1960 · 1961 · 1962 · 1963 · 1964 · 1965 · 1966 · 1967 · 1968 · 1969 · 1970 · 1971 · 1972 · 1973 · 1974 · 1975 · 1976 · 1977 · 1978 · 1979 · 1980 · 1981 · 1982 · 1983 · 1984 · 1985 · 1986 · 1987 · 1988 · 1989 · 1990 · 1991 · 1992 · 1993 · 1994 · 1995 · 1996 · 1997 · 1998 · 1999 · 2000 · 2001 · 2002 · 2003 · 2004 · 2005 · 2006 · 2007 · 2008 · 2009 · 2010 · 2011 · 2012 · 2013 · 2014 · 2015 · 2016 · 2017 · 2018 · 2019 · 2020 · 2021 · 2022 · 2023 · 2024